# Rosette Mercedes Saraiva Batarda Fernandes
Rosette Mercedes Saraiva Batarda Fernandes  (1916 - 2005) fue una botánica y pteridóloga portuguesa.
Nace en la ciudad de Redondo, en Alto Alentejo. En 1928 ingresa al "Liceo Maria Amália Vaz de Carvalho, de Lisboa" y, en 1941, obtiene su licenciatura en Ciencias Biológicas en la Universidad de Lisboa. Ese mismo año, durante el Congreso de Ciencias Naturales realizado en junio, en Lisboa, conoce a su futuro marido, el botánico Prof. Dr. Abílio Fernandes. Residirá en Coímbra, donde su marido era, Director del Museo, Laboratorio y el Jardín botánico de la Universidad de Coímbra. El 14 de noviembre de 1947 es nombrada Naturalista de esa institución, donde trabajaría toda su vida, llegando hasta Investigadora Principal.
Se dedicó intensamente a reorganizar el Herbario de Coímbra (COI), actualizando las nomenclaturas de la flora de Portugal y de muchas de las excolonias lusitanas. Su lista de publicaciones es inmensa (cerca de 250 de 1945 a 2000), tanto a plantas ibéricas como africanas. Realizó numerosas expediciones botánicas en Portugal enriqueciendo en muito la carga del Herbario; participó también, en conjunto con el equipo del Laboratorio de Botánica de la Universidad de Lourenço Marques, y con su esposo, en una expedición a Mozambique durante el cual recolectó material vegetal de apoyo a la investigación realizada en Coímbra y en el Centro de Investigacióm Científica Tropical en Lisboa.
Contribuyó en el conocimiento de la flora africana. Publica 80 trabajos, de 1954 a 2000, como: Conspectus Florae Angolensis, Flora de Mozambique y Flora Zambeziaca, y también en la revista científica García d’Orta. Especialmente significativa fue su investigación sobre la taxonomía de las familias Anacardiaceae, Aviceniaceae, Cucurbitaceae, Lamiaceae, Melastomataceae y Verbenaceae.
En cuanto a la flora de la península ibérica, sobresalen sus trabajos que publica de 1993 a 1997, en Flora iberica (vols. III, IV e V), que incluyen los tratamientos taxonómicos de 8 géneros pertenecientes a las familias Brassicaceae, Crassulaceae, Cucurbitaceae, Malvaceae.
Sobre la flora de Europa, publica los volúmenes II (1968), III (1972) y IV (1976) de la Flora Europaea, o estudo de 11 géneros, perteneciente às famílias Boraginaceae, Asteraceae, Labiatae, Malvaceae, Scrophulariaceae.
Fue una investigadora multifacética: publica en cariología de, entre otras, varias especies de Narcissus, la mayoría de 1945 a 1947, en colaboración con Abílio Fernandes. Sobre la flora Macaronésica, tiene 33 artículos relacionados con la taxonomía de un elevado número de Pteridophyta (p. ex. Asplenium y Dryopteris), y de Spermatophyta (p. ex. Alnus y Cucumis). Publica también artículos más interesantes sobre Etnobotânica e Historia de la Botánica, respectivamente, Botánica en la Poesía Popular e Heráldica de Portugal; sobre viajes de Manuel Galvão da Silva a Mozambique, y sobre la historia botánica de Melancia y de Gila.
De su vasta obra en Taxonomía Vegetal, además de numerosas combinaciones nuevas, se destacan la más de media centena de taxones nuevos para la ciencia, algunos de ellos a nivel genérico (ej. Gravesiella).

## Honores

### Eponimos
Como testimonio de aprecio profesional, le fueron dedicadas varias especies, entre las que se citan Marsilea batardae Launert 1983 y Polypodium batardae.
- La abreviatura «R.Fern.» se emplea para indicar a Rosette Mercedes Saraiva Batarda Fernandes como autoridad en la descripción y clasificación científica de los vegetales.[2]